# Tihomir
 (janvier 2024).
Si vous disposez d'ouvrages ou d'articles de référence ou si vous connaissez des sites web de qualité traitant du thème abordé ici, merci de compléter l'article en donnant les références utiles à sa vérifiabilité et en les liant à la section « Notes et références ».
Tihomir en serbe cyrillique Тихомир Завидовић, fils de Zavida, est le frère de Nemanja. Il a été un grand duc serbe avant d'être chassé par Nemanja. Il trouvera ensuite refuge chez l'empereur Manuel Ier Comnène. L'empereur l'aida, lui et ses frères, à former une armée pour récupérer ses terres. Il combattit son frère en septembre 1168 dans le nord du Kosovo, près du village de Pantino. Lorsqu'il vit que la bataille était perdue pour lui, il tenta de s'enfuir et se noya dans la rivière Sitnica.